# Lizo

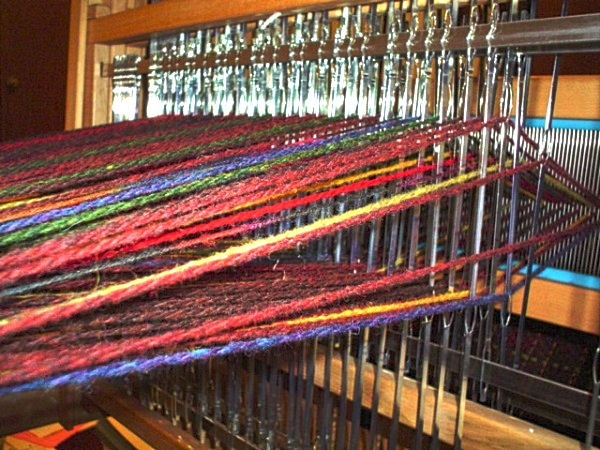
Vista trasera del galpón sobre telar de mesa de cuatro arneses.

Lizo es un término usado entre los tejedores y otros operarios que trabajan con lanzadera. Significa cuerdecilla delgada o bramantes de los cuales cada una tiene su pequeño gafete en el medio, hecho de la misma cuerda o bramante o su pequeño anillo de hierro, cuerno, hueso o vidrio, a través de los cuales pasan los hilos de la urdimbre de los tejidos que se quieren fabricar. Los lizos están afianzados por arriba y por abajo a unas reglas largas de madera, que son de la extensión que se quieren hacer las piezas.
Para la fábrica de gasa, los anillos son perlas de esmalte agujereadas a través de las cuales pasan los hilos de la urdimbre. Cada telar, tiene dos hileras de lizos y cada hilera de lizos, mil perlas, si la gasa ha de ser de tres palmos de ancho. Se aumentan o disminuyen aquellas a razón de 500, por cada palmo escaso, que se quiere dar más o menos a la gasa.
En los telares de lizos altos, son pequeñas cuerdecillas o bramantes unidos a cada hilo de la urdimbre de lizos altos con una especie de nudo corredor en forma de anillo también de bramante. Sirven para tener la urdimbre abierta y suben y bajan por medio de lo que se llama la vara de lizo en donde están todos enhilados.